# Jaleel Johnson
Jaleel Johnson (Brooklyn, Nueva York, 12 de julio de 1994) es un jugador profesional estadounidense de fútbol americano que se desempeña en la posición de defensive tackle en Tennessee Titans, equipo de la National Football League (NFL).

## Carrera
Fue seleccionado en la cuarta ronda en la Reunión Anual de Selección de Jugadores de la NFL de 2017. Hizo su debut profesional con el equipo Minnesota Vikings, en el cual jugó cuatro temporadas (2017-2021), después pasó a Houston Texans (2021-2022), posteriormente a Atlanta Falcons (2022-2023), luego a Tennessee Titans, donde lleva jugando una temporada.